# Песеро
Песеро (также встречаются названия комби, микро, микробус) — вид общественного транспорта, наиболее часто встречающийся в Мехико. Его называют так, потому что изначально стоимость проезда в этом транспорте составляла одно песо (отсюда и название «pesero», которое может быть переведено как «собиратель песо»).

## История

### XX век
Впервые в 1970-х годах появились так называемые коллективные такси (исп. taxi colectivo): маршрутные такси первоначально были большими автомобилями с фиксированными маршрутами, которые забирали и высаживали пассажиров в любой точке маршрута. Пассажировместимость была ограничена вместимостью большого автомобиля (обычно до шести человек плюс водитель). Будучи более дешёвым, чем обычное такси, и способным преодолевать расстояние, невозможные для больших автобусов или других видов общественного транспорта, к 1980-м годам владельцы песеро начали использовать Volkswagen Microbus для увеличения вместимости до 12 пассажиров. Неспособность государственного общественного транспорта обслуживать потребности населения в быстрорастущей агломерации вызвала высокий спрос на песеро и сделала их очень прибыльным бизнесом. Владельцы песеро не отставали от спроса, добавляя всё больше единиц техники и маршрутов, особенно в новых развивающихся частях агломерации, таких как Несауалькойотль. Всё это делалось без какого-либо централизованного планирования. Во второй половине 1980-х годов большинство песеро стали бензиновыми полудлинными пассажирскими автобусами (известные в Мексике как микробус (исп. microbús) или просто микро (исп. el micro)). Они уже не были похожи на автомобили VW Microbus, упомянутые ранее, и были способны перевозить около 22 сидящих людей (или до 50, если считать стоячих).

### XXI век
По состоянию на 2007 год, автопарк песеро насчитывает около 27000 единиц. Они по-прежнему являются важной частью общественного транспорта Мехико, их пассажирооборот намного превосходит пассажирооборот метрополитена, троллейбуса, автобуса и такси. Песеро перевозят до 60% пассажиров города. Однако, несмотря на успех децентрализованной системы в перевозке большого количества пассажиров по низкой цене, правительство ищет способы регулирования работы микроавтобусов. Предлагаемые изменения включают сокращение количества единиц и замену их полноразмерными дизельными автобусами, которые перевозят больше пассажиров на единицу. Другие предлагаемые альтернативы включают расширение сети метро, троллейбуса, создание различных видов транспорта, таких как метробус, который, например, полностью заменил песеро на Авенида-де-лос-Инсургентес, и пригородные электропоезда, которые обслуживают некоторые районы к северу от города. В отличие от большинства других североамериканских и европейских городов аналогичного размера, в Мехико невозможно купить билет, который действовал бы на всех видах транспорта в пределах города: каждый вид транспорта требует дополнительной оплаты проезда.

## Организация движения
Водители песеро не получают фиксированной зарплаты, но обязаны выполнять ежедневную квоту, предписанную владельцем транспортного средства, после чего водителю разрешается оставить себе остальные деньги. Это способствует жёсткой конкуренции среди водителей, так как каждый пассажир рассматривается как ценный товар для выполнения квоты и, таким образом, увеличивает личную прибыль водителя. В результате часто два или три потрёпанных песеро яростно соревнуются друг с другом с полным пренебрежением к пассажирам, которых они перевозят, или к другим транспортным средствам. Несчастные случаи, часто смертельные, с участием этих микроавтобусов довольно распространены. Тем не менее, отсутствие какой-либо реальной альтернативы держит их в высоком спросе по всему городу.
Песеро курсируют по фиксированным маршрутам, будучи в состоянии забрать или высадить пассажиров в любом месте маршрута (основной источник транспортных проблем и раздражения из-за внезапных и неожиданных остановок). Стоимость проезда зависит от пройденного расстояния: от 4 песо за поездку до 5 км, 4 песо 50 сентаво за поездку от 5 до 12 км, 5 песо 50 сентаво за поездку на 12 км и более. Маршруты обычно начинаются на станциях метро и заканчиваются в отдалённых районах города, иногда даже в муниципалитетах штата Мехико, но для этого в дополнение к обычным тарифам им необходимо иметь утверждённый этим штатом тариф (с пирамидальной схемой тарифа) для столичных маршрутов.
Как правило, маршруты стоимостью менее 5 песо начинаются на небольшой станции метро, которая обслуживает только одну линию, но их число быстро увеличивается в зависимости от количества линий метро, проходящих через станцию. Конечная станция линии метро обычно функционирует как транспортный узел и может обслуживаться десятками различных маршрутов песеро. Кроме того, каждый крупный проспект в городе обслуживается по крайней мере одним маршрутом песеро.
Поскольку отсутствует организация сети песеро, не существует исчерпывающей карты маршрутов песеро, доступной широкой публике. Тем не менее, у каждого маршрута есть свой номер, чтобы отличать их друг от друга. У некоторых песеро также есть знак, прикрепленный к ветровому стеклу, указывающий на основные пункты маршрута, такие как станции метро (обозначенные логотипом метро), больницы, школы, проспекты и т. п.